# Elle Greenaway
Elle Greenaway es un personaje ficticio del drama criminal de la CBS Criminal Minds, retratado por Lola Glaudini durante la primera temporada y el comienzo de la segunda.

## Antecedentes
Antes de unirse a la Unidad de Análisis del Comportamiento (BAU, por sus siglas en inglés), Greenaway fue asignada a la oficina de campo del FBI en Seattle con una especialidad en el perfilado de delincuentes sexuales, una habilidad que resultaría útil para la BAU. La madre anónima de Elle es cubana y habla español con fluidez, como se ve en "Machismo". Su padre era un oficial de policía que murió en el cumplimiento de su deber, al igual que el padre del compañero de perfil Derek Morgan.

## Tiempo en la BAU
Elle Greenaway se unió a la BAU justo después del éxito en el episodio piloto "Extreme Aggressor". El Jefe de Unidad Jason Gideon, quien recientemente había regresado al servicio activo en la BAU, usó su expediente como guía y la etiquetó de impaciente, instruyéndola a corregir la característica. Después de ser contratada, Greenaway rápidamente se hizo buena amiga del enlace de prensa del equipo, Jennifer Jareau (JJ).
Durante un año, Greenaway tuvo un éxito relativo en la BAU, ayudando a sus colegas a resolver casos y capturar a los criminales responsables hasta el final de la temporada uno,"The Fisher King (1)".
Elle estaba involucrada en una situación de rehenes, cuando un hombre mentalmente inestable, en su camino a una conferencia médica con su cuidador y su médico estaban en un tren junto con Elle, que iba a entrevistar a un asesino de niños. En los sucesos posteriores, hirió a su cuidador y casi disparó a Elle, pero fue detenido por Reid, que estaba a bordo. Elle sufrió un poco de estrés debido al evento, junto con su fracaso para evitar que el cuidador fuera disparado.
Durante el final, Randall Garner, un criminal que la unidad está investigando, emboscó a Greenaway en su apartamento y le disparó. Luego metió los dedos en sus heridas de bala y escribió la palabra "REGLAMENTO" en las paredes con su sangre.
Después de este trauma, Greenaway se ausentó durante cuatro meses para intentar curarse y seguir adelante con su vida.
A pesar de haberse recuperado físicamente de sus lesiones, ella permaneció psicológicamente traumatizada, como se ve en los cambios posteriores al tiroteo en su personalidad, una vez abierta a los demás y llena de risa, Greenaway se volvió distante, retraída e hipervigilante.
Cuando regresó, un caso en el que estaba involucrado un violador en serie la afectó profundamente, hasta el punto de que entró en pánico durante una operación encubierta, una acción que impidió que el equipo obtuviera causa probable para detener al agresor. Al ver al sospechoso salir de la estación, Greenaway acusó al jefe de la unidad Aaron Hotchner de dispararle. Mientras sus colegas dormían, Greenaway perseguía al sospechoso. Después de reaccionar exageradamente a un comentario, ella disparó y asesinó al presunto violador a sangre fría mientras se alejaba. Mentir y alegar que él le había disparado un arma a ella primero, Greenaway con la ayuda del agente local fue gobernado por las autoridades locales para haber actuado en defensa propia, aunque sus colegas de la BAU claramente pensaron lo contrario.
Reid, en particular, se culpó a sí mismo por no haber visto las señales de su inminente colapso e impidió el tiroteo, porque una noche anterior, él había pasado por su habitación para comprobar si estaba bebiendo.
Poco tiempo después del tiroteo -durante el episodio "El Boogeyman" - Greenaway renunció a la BAU. Entregando su placa y su arma al Jefe de la Unidad Aaron Hotchner, ella le dijo que no estaba admitiendo culpabilidad y agregó que si tenía que hacer todo de nuevo, no cambiaría nada.
Al ser despedida, Elle dejó la BAU permanentemente, se salvó del crimen y finalmente fue reemplazada por Emily Prentiss.